# Фактор Гамова
Фактор Гамова або Фактор Зоммерфельда-Гамова-Сахарова , закон, названий на честь його відкривача Джорджа Гамова, що описує ймовірність подолання двома частинками кулонівської блокади для проходження ядерної реакції, наприклад для реакції термоядерного синтезу. В класичній фізиці проходження протонами кулонівського бар'єру за температур, що зазвичай зустрічаються, наприклад, на сонці, є неможливим (температури, при яких відбувається термоядерний синтез). Проте, як з'ясував Георгій Гамов, в рамках квантовомеханічного підходу існує значна імовірність квантового тунелювання крізь бар'єр, і таким чином, протікання реакцій ядерного синтезу.
Ймовірність для двох частинок, що беруть участь в реакції, подолати електростатичні бар'єри один одного визначається наступним рівнянням:
{\displaystyle P_{g}(E)=e^{-{\sqrt {\frac {E_{g}}{E}}}}}
де {\displaystyle E_{g}} — енергія Гамова,
{\displaystyle E_{g}\equiv 2m_{r}c^{2}(\pi \alpha Z_{a}Z_{b})^{2}}
Тут, {\displaystyle m_{r}={\frac {m_{a}m_{b}}{m_{a}+m_{b}}}} — зведена маса двох частинок. {\displaystyle \alpha } — стала тонкої структури, {\displaystyle c} — швидкість світла, а {\displaystyle Z_{a}} and {\displaystyle Z_{b}} — відповідно атомний номер кожної частинки.
В той час як імовірність проходження кулонівського бар'єру швидко зростає пропрційно енергії частинки, імовірність наявності в частинки необхідної енергії дуже швидко зменшується згідно розподілу Максвела-Больцмана. Гамов визначив, що з сукупності цих еффектів випливає те, що для будь-якої заданної температури частинок, що зливаються, в основному знаходяться у вузькому інтервалі енергій, параметри якого залежать від температури. Цей інтервал відомий як вікно Гамова.

## Виведення
Гамов першим винайшов розв'язок для одновимірного випадку тунелювання використовуючи квазікласичне наближення. Розглядаючи хвильову функцію частинки маси m, приймаючи за область 1 зону, де частинка утворилася, область 2 — за потенціальний бар'єр висотою V та шириною l ({\displaystyle 0<x<l}), і 3-тя область — протилежний бік бар'єру, куди прибуває хвиля, що частково відбиваючися від бар'єру, частково проходячи його. Для хвильового числа k та енергії E отримуємо:
{\displaystyle \Psi _{1}=Ae^{i(kx+\alpha )}e^{-i{\frac {E}{\hbar }}t}}
{\displaystyle \Psi _{2}=B_{1}e^{-k'x}+B_{2}e^{k'x}}
{\displaystyle \Psi _{3}=(C_{1}e^{-i(kx+\beta )}+C_{2}e^{i(kx+\beta ')})e^{-i{\frac {E}{\hbar }}t}}
де {\displaystyle k={\sqrt {2mE}}} та {\displaystyle k'={\sqrt {2m(V-E)}}}.
Розв'язки отримуються для визначенних A та α в якості граничних умов задають умови на початку та кінці бар'єру, при {\displaystyle x=0}, та при {\displaystyle x=l}, де обидві {\displaystyle \Psi } та їхні похідні мають приймати однакові значення з обох боків.
Для {\displaystyle k'l\gg 1}, можна легко отримати розв'язки відкинувши члени, що залежать від часу. Тоді в якості розв'язків отримаємо експоненту з показниками ступеня від {\displaystyle 1} до {\displaystyle {\frac {k}{k'}}={\sqrt {\frac {E}{V-E}}}} (допускається, що вони приймають малі значення, оскільки V набагато більше E):
{\displaystyle B_{1},B_{2}\approx A}
{\displaystyle C_{1},C_{2}\approx {\frac {1}{2}}A\cdot {\frac {k'}{k}}\cdot e^{k'l}}
Наступним кроком був розгляд Гамовим одновимірного випадку симетричного альфа-розпаду, як модель стоячої хилі, що знаходиться між двома потенцільними бар'єрами: {\displaystyle q_{0}<x<q_{0}+l} та {\displaystyle -(q_{0}+l)<x<-q_{0}}, та випускає хвилі з обох сторін бар'єру.
В якості рішення можна взяти розв'язок першої проблеми з зсувом {\displaystyle q_{0}} та поєднати його з розв'язком симетричним відносно {\displaystyle x=0}.
Завдяки симетрії задчі, хвилі з обох кінців мають однакові амплітуди (A), але їх фази (α) можуть бути різними. Це додає в розв'язок один додатковий параметр; однак, для «зшивання» розв'язків при {\displaystyle x=0} необхідне задання двох граничних умов (для хвильової функції та її похідної), а отже загального розв'язку не існує. Зокрема, якщо переписати {\displaystyle \Psi _{3}} (після зсуву на {\displaystyle q_{0}}) як суму косинуса і синуса з аргументом {\displaystyle kx}, з різними множниками, що залежать від k та α, через симетрію системи відносно початку координат, множник з синусом має занулятися. Оскільки множник в загальному випадку комплексний (отже його занулення накладає дві граничні умови), це в згальному випадку можна зробити додаючи уявний параметр для k, що дає нам необхідний додатковий параметр. Таким чином, E також буде мати уявну частину.
Фізичний зміст цього розв'язку в тому, що стояча хвиля посередині затухає; в той час як амплітуди хвиль, що випускаються з країв бар'эру стають все меншими з часом але зростають з відстанню. Константа затухання λ, вважається малою в порівнянні з {\displaystyle E/\hbar }.
Величину λ можна оцінити без отримання явного рішення, зазначивши її вплив на закон збереження струму ймовірності. При «перетканні» ймовірності від центру до країв, отримаємо:
{\displaystyle {\frac {\partial }{\partial t}}\int _{-(q_{0}+l)}^{(q_{0}+l)}\Psi ^{*}\Psi dx=2\cdot {\frac {\hbar }{2mi}}\left(\Psi _{1}^{*}{\frac {\partial \Psi _{1}}{\partial x}}-\Psi _{1}{\frac {\partial \Psi _{1}^{*}}{\partial x}}\right),}
Коефіцієнт 2 пов'язаний з тим, що ми розглядаємо одразу дві випущені хвилі.
Враховуючи {\displaystyle \Psi \sim e^{-\lambda t}}, отримуємо:
{\displaystyle \lambda \cdot {\frac {1}{4}}\cdot 2(q_{0}+l)A^{2}{\frac {k'^{2}}{k^{2}}}\cdot e^{2k'l}\approx 2{\frac {\hbar }{m}}A^{2}k,}
Оскільки квадратичним показником в {\displaystyle k'l} можна знехтувати на фоні експоненційної залежності, можемо записати:
{\displaystyle \lambda \approx {\frac {\hbar k}{m(q_{0}+l)}}{\frac {k^{2}}{k'^{2}}}\cdot e^{-2k'l}}
Пам'ятаючи про додану до k уявну частину, та враховуючи, що вона набагато менша дійсної частини, можемо нею знехтувати і отримати:
{\displaystyle \lambda \approx {\frac {\hbar k}{m2(q_{0}+l)}}\cdot 8{\frac {E}{V-E}}\cdot e^{-2{\sqrt {2m(V-E)}}l/\hbar }}
Враховуючи що {\displaystyle {\frac {\hbar k}{m}}} — швидкість частинки, отже перший множник — це класична швидкість, з якою частинка, що знаходиться між бар'єрами налітає на них.
Нарешті, переходячи до тривимірної проблеми, сферично-симетричне рівняння Шредінгера має наступний вигляд (розкладаючи хвильову функцію {\displaystyle \psi (r,\theta ,\phi )=\chi (r)u(\theta ,\phi )} по сферичним гармонікам і залишаючи лише n-ий доданок):
{\displaystyle {\frac {\hbar ^{2}}{2m}}\left({\frac {d^{2}\chi }{dr^{2}}}+{\frac {2}{r}}{d\chi }{dr}\right)=\left(V(r)+{\frac {\hbar ^{2}}{2m}}{\frac {n(n+1)}{r^{2}}}-E\right)\chi }
Оскільки {\displaystyle n>0} означає збільшення потенціалу, і, як наслідок, значне зменшення швидкості затухання (з врахуванням експоненціальної залежності від {\displaystyle {\sqrt {V-E}}}), ми приймаємо {\displaystyle n=0}, і отримуємо задачу аналогіну до попередньої з {\displaystyle \chi (r)=\Psi (r)/r}, за виключенням того, що тепер функція від r не східчаста.
Головний вплив на амплітуди полягає в тому, що тепер ми повинні замінити аргумент в показнику експоненти, беручи інтеграл від {\displaystyle 2{\sqrt {2m(V-E)}}/\hbar } по відстані, де {\displaystyle V(r)>E}. Для кулонівського потенціалу:
{\displaystyle V(r)={\frac {z(Z-z)k_{e}e^{2}}{r}}}
де {\displaystyle k_{e}} — кулонівська константа, e — заряд електрона, z = 2 заряд альфа-частинки, а Z — заряд ядра (Z-z після випускання частинки). Межі інтегрування в цьому випадку {\displaystyle r_{2}={\frac {z(Z-z)k_{e}e^{2}}{E}}}, допускаючи, що енергія ядерного потенціалу все ще відносно мала, та {\displaystyle r_{1}}, на якому ядерний потенціал приймає великі від'ємні значення так, що загальний потенціал значно менший за E. Отже, аргумент експоненти у виразі для λ дорівнює:
{\displaystyle 2{\frac {\sqrt {2mE}}{\hbar }}\int _{r_{1}}^{r_{2}}{\sqrt {{\frac {V(r)}{E}}-1}}\,dr=2{\frac {\sqrt {2mE}}{\hbar }}\int _{r_{1}}^{r_{2}}{\sqrt {{\frac {r_{2}}{r}}-1}}\,dr}
Тут розв'язки отримуються завдяки підстановці {\displaystyle t={\sqrt {r/r_{2}}}} та {\displaystyle t=cos(\theta )} і розв'язку відносно θ, що дає в результаті:
{\displaystyle 2\cdot r_{2}{\frac {\sqrt {2mE}}{\hbar }}\cdot (\cos ^{-1}(x)-{\sqrt {x}}{\sqrt {1-x}})=2{\frac {{\sqrt {2m}}z(Z-z)k_{e}e^{2}}{\hbar {\sqrt {E}}}}\cdot (\cos ^{-1}(x)-{\sqrt {x}}{\sqrt {1-x}})}
де {\displaystyle x=r_{1}/r_{2}}.
Оскільки x приймає малі значення, множник залежний від x має порядок 1.
Гамов зробив припущення, що {\displaystyle x\ll 1}, отже замінюючи залежний від x множник на {\displaystyle \pi /2}, отримуємо:
{\displaystyle \lambda \sim e^{-{\sqrt {\frac {E_{g}}{E}}}}}
з:
{\displaystyle E_{g}={\frac {2\pi ^{2}m\left[z(Z-z)k_{e}e^{2}\right]^{2}}{\hbar ^{2}}}}
що дублює формулу, наведену на початку статті з врахуванням, що {\displaystyle Z_{a}=z}, {\displaystyle Z_{b}=Z-z}
та {\displaystyle \alpha ={\frac {k_{e}e^{2}}{\hbar c}}}.
Для альфа-розпаду радію, Z = 88, z = 2 і m = 4mp, EG складає приблизно 50 GeV. Гамов розрахував, що кутовий коефіцієнт {\displaystyle \log(\lambda )} відносно E в околі 5 MeV складає ~1014 джоуль−1, порівняно з експериментальним значенням {\displaystyle 0.7\cdot 10^{14}} joule−1.